# Санта Колома де Граманет
Санта Колома де Граманет е град в Испания. Населението му е 120 824 жители (2011 г.), а площта 7 кв. км. Намира се на 56 м н.в. в източната част на страната в часова зона UTC+1.
Санта Колома е наречен на мъченик от 3 век (Санта Колома де Санс), разпънат от римляните в провинция Галия.
Кметица на града е Нурия Парлон де Санта Ана Андухар Хил от Социалистическата партия на Каталуня.